# مهرجان مرح جارفيلد
مهرجان فرح غارفيلد هو فيلم رسوم متحركة CGI لعام 2008 بطولة الشخصية الكارتونية غارفيلد. تم إنتاجه من قبل شركة باوز المتحدة. بالتعاون مع شركة الرسوم المتحركة للصورة وتوزيعه من قبل شركة أستديو فوكس القرن العشرين للترفيه المنزلي. كتبه جيم ديفيس مبتكر غارفيلد. تم إصدار قرص DVD في المتاجر في 5 أغسطس 2008.

## روابط خارجية
- مهرجان مرح جارفيلد على موقع IMDb (الإنجليزية)
- مهرجان مرح جارفيلد على موقع نتفليكس (الإنجليزية)
- مهرجان مرح جارفيلد على موقع قاعدة بيانات الأفلام العربية
- مهرجان مرح جارفيلد على موقع Turner Classic Movies (الإنجليزية)
- مهرجان مرح جارفيلد على موقع أول موفي (الإنجليزية)
- مهرجان مرح جارفيلد على موقع فيلمافينيتي (الإسبانية)
- مهرجان مرح جارفيلد على موقع قاعدة بيانات الفيلم (الإنجليزية)
- مهرجان مرح جارفيلد على موقع ليتربوكسد (الإنجليزية)
- مهرجان مرح جارفيلد على موقع كينوبويسك (الروسية)